# Anisium
| ❮ | System    | Serie       | Stufe     | ≈ Alter (mya) |
| ❮ | später    | später      | später    | jünger        |
| - | --------- | ----------- | --------- | ------------- |
| ❮ | T r i a s | Obertrias   | Rhaetium  | 201,3 ⬍ 208,5 |
| ❮ | T r i a s | Obertrias   | Norium    | 208,5 ⬍ 228   |
| ❮ | T r i a s | Obertrias   | Karnium   | 228 ⬍ 235     |
| ❮ | T r i a s | Mitteltrias | Ladinium  | 235 ⬍ 242     |
| ❮ | T r i a s | Mitteltrias | Anisium   | 242 ⬍ 247,2   |
| ❮ | T r i a s | Untertrias  | Olenekium | 247,2 ⬍ 251,2 |
| ❮ | T r i a s | Untertrias  | Indusium  | 251,2 ⬍ 251,9 |
| ❮ | früher    | früher      | früher    | älter         |

Das Anisium (im deutschen Sprachgebrauch meist verkürzt zu Anis) ist in der Erdgeschichte die erste bzw. untere chronostratigraphische Stufe der Mittleren Trias. Die Stufe umfasst geochronologisch den Zeitraum vor etwa 247,2 bis etwa 242 Millionen Jahren und dauerte somit ca. 5,2 Millionen Jahre. Dem Anis geht das Olenekium voraus; es wird vom Ladinium abgelöst.

## Namensgebung und Geschichte
Die ursprüngliche Typlokalität liegt bei Großreifling in der Steiermark (Österreich). Der Name ist abgeleitet von Anisus, dem lateinischen Namen der Enns. Die anisische Stufe wurde von Wilhelm Heinrich Waagen und Carl Diener 1895 eingeführt, und ist dort in der Reifling-Formation aufgeschlossen.

## Definition und GSSP
Als Untergrenze der Stufe (und damit auch der Untergrenze der Mitteltrias) werden zwei Horizonte diskutiert; das Erstauftreten der Conodonten-Art Chiosella timorensis oder die Basis der Magnetozone MT1n. Die Obergrenze des Anisiums (und die Untergrenze des Ladiniums) ist durch das Erstauftreten der Ammoniten-Art Eoprotrachyceras curionii und das Einsetzen der Ammoniten-Familie Trachyceratidae definiert. Die Grenze fällt auch zusammen mit dem Erstauftreten der Conodonten-Art Neogondolella praehungarica. Im Dezember 2007 schlug die Subcommission on Triassic Stratigraphy eine Lokalität am Deşli-Caira-Berg in der Dobrudscha (Rumänien) als GSSP (globale Typlokalität und Typprofil) vor. Eine Ratifizierung und endgültige Bestätigung durch die IUGS ist bis 2016 noch nicht erfolgt. Der GSSP des Ladiniums wurde bereits festgelegt.

## Untergliederung
Im Tethysbereich wird die Stufe in sechs Ammoniten-Zonen untergliedert:
- Nevadites-Zone
- Hungarites-Zone
- Paraceratites-Zone
- Balatonites balatonicus-Zone
- Kocaelia-Zone
- Acrochordiceras-Zone

Als informelle Unterstufen werden vor allem im alpinen Raum das Aegeum, das Bithynium, das Pelsonium und das Illyrium benutzt.